# Franz Wüllner
Franz Wüllner (ur. 28 stycznia 1832 w Münsterze, zm. 7 września 1902 w Braunfels) – niemiecki kompozytor, dyrygent i pianista. Ojciec śpiewaka Ludwiga Wüllnera.

## Życiorys
Uczył się w Münsterze i we Frankfurcie nad Menem u Antona Schindlera. Od 1850 roku działał jako artysta koncertowy. W latach 1856–1858 uczył gry na fortepianie w szkole muzycznej w Monachium. Od 1858 do 1864 roku pełnił funkcję generalnego dyrektora muzycznego w Akwizgranie. W 1864 roku wrócił do Monachium, gdzie objął posadę kapelmistrza kapeli nadwornej i dyrygenta opery dworskiej, od 1867 roku pracował też jako nauczyciel w konserwatorium. W latach 1877–1882 był dyrygentem kapeli dworskiej i dyrektorem konserwatorium w Dreźnie. Od 1882 roku dyrygował nowo powstałym zespołem Berliner Philharmoniker. W 1884 roku z rekomendacji Johannesa Brahmsa, z którym prywatnie przyjaźnił się, został dyrektorem konserwatorium i Gürzenich-Orchestre w Kolonii. W 1877 roku otrzymał tytuł doktora honoris causa Uniwersytetu Monachijskiego.
Jako dyrygent poprowadził prawykonania Złota Renu (Monachium 1869) i Walkirii (Monachium 1870) Richarda Wagnera, a także II Symfonii (Kolonia 1885), Dyła Sowizdrzała (Kolonia 1895) i Don Kichota (Kolonia 1898) Richarda Straussa. Opublikował pracę Chorübungen der Münchener Musikschule (3 tomy, Monachium 1876). Był autorem licznych kompozycji wokalno-instrumentalnych, m.in. Die Flucht der heiligen Familie, Heinrich der Finkler, Deutscher Siegesgesang, Lied und Leben, Psalm 98, Psalm 127.